# 利尼奥雷勒
利尼奥雷勒（法語：Lignorelles，法語發音：[liɲɔʁɛl]）是法国勃艮第-弗朗什-孔泰大区约讷省的一个市镇，属于欧塞尔区。

## 地理
利尼奥雷勒（47°51'47"N, 3°43'39"E）面积11.55 平方千米，位于法国勃艮第-弗朗什-孔泰大區约讷省，该省份为法国中北部内陆省份，西接卢瓦雷省，西北接塞纳-马恩省，南至涅夫勒省，东临科多尔省，东北与奥布省接壤。
与利尼奥雷勒接壤的市镇（或旧市镇、城区）包括：蓬蒂尼、贝讷、布莱尼勒卡罗、拉沙佩勒-沃佩尔泰涅、利尼勒沙泰勒、蒙蒂尼拉雷勒、沃努斯、维利。

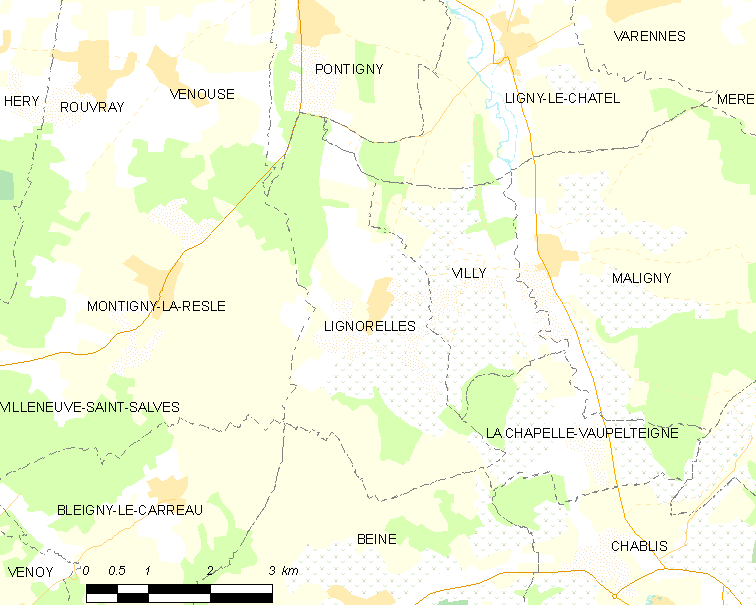
利尼奥雷勒的OSM定位图

利尼奥雷勒的时区为UTC+01:00、UTC+02:00（夏令时）。

## 行政
利尼奥雷勒的邮政编码为89800，INSEE市镇编码为89226。

## 政治
利尼奥雷勒所属的省级选区为沙布利县。

## 人口

1962-2008年间利尼奥雷勒人口变化图示

利尼奥雷勒于2022年1月1日时的人口数量为186人。